# حسنة البشارية
حسنة البشارية (1950 - 2024)، كانت فنانة ومغنية جزائرية وأيقونة للفن الصحراوي الجزائري. تعد أول امرأة إفريقية تعزف على القيثارة الكهربائية، وأول امرأة من شمال إفريقيا تعزف على آلة القمبري أمام الجمهور. تُلقب بعميدة موسيقى الديوان النسوية.

## حياتها
وُلدت عام 1950 في مدينة بشار، التي تقع على بُعد 1172 كيلومترًا جنوب غرب الجزائر. كان والدها فنانًا في فن الديوان وعازفًا على آلة القمبري حيث أصبح بستانه ملتقى للمريدين والسامرون ونال بذلك لقب "شيخ" برتبة "مقدم". في سن مبكرة وجدت حسنة نفسها منجذبة إلى ألحان القمبري، حيث تقول:«أدركت منذ نعومة أظافري أن صوت هذه الآلة العجيبة يخاطب روحي وجوارحي بعدما استوطنت ألحانها في أعماق قلبي. لذا، قررت تعلم العزف عليها مهما كان الثمن»

## وفاتها
توفيت حسنة البشارية في 1 مايو 2024 بمدينة بشار الجزائرية عن عمر ناهز الرابعة والسبعين بعد معاناة مع المرض، حسب ما علم لدى مديرية الثقافة لبشار، حسبما أوردت الإذاعة الجزائرية.